# WWJ
 (novembre 2021).
Si vous disposez d'ouvrages ou d'articles de référence ou si vous connaissez des sites web de qualité traitant du thème abordé ici, merci de compléter l'article en donnant les références utiles à sa vérifiabilité et en les liant à la section « Notes et références ».

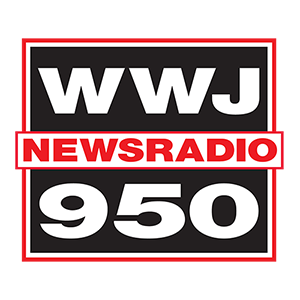
Logo radio WWJ, du 29 janvier 2016.

La radio WWJ, appelée aussi « Newsradio 950 », fut la première station de radio d'information continue, fondée en 1920 à Détroit, dans le Michigan.

## Histoire
La station a été créée par William Edmund Scripps (1882 – 1952) et William John Scripps (1905-1965), les deux fils de  James Edmund Scripps, malgré un écart d'âge de 23 ans entre eux, et porte le nom de leurs initiales réunies : « WWJ ». Le plus jeune n'a que 15 ans à la création et il est passionné de radio depuis le début de son adolescence, pratiquant cette activité en amateur. 
C'est la première radio au monde d'informations en continu appartenant à une société privée. Elle a fait ses débuts en même temps que ceux de la radio grand public, pour être la première à utiliser cette nouvelle technologie, en août 1920, sous le nom de 8MK, avant d'être rebaptisée WWJ en 1922. Elle est propriété de l'Evening News Association, au même titre que The Detroit News, le journal fondé en 1873 par James Edmund Scripps, sous le nom de The Evening News et de l'agence de presse United Press, créée en 1907, un an après sa mort, par son demi-frère Edward Willis Scripps.
WWJ a ensuite été rachetée par CBS et opère toujours aujourd'hui.